# Stacja pomp na Garbarach w Poznaniu
Stacja pomp na Garbarach – budynek przepompowni ścieków z 1909 roku w Poznaniu, wpisany do rejestru zabytków nieruchomych województwa wielkopolskiego.

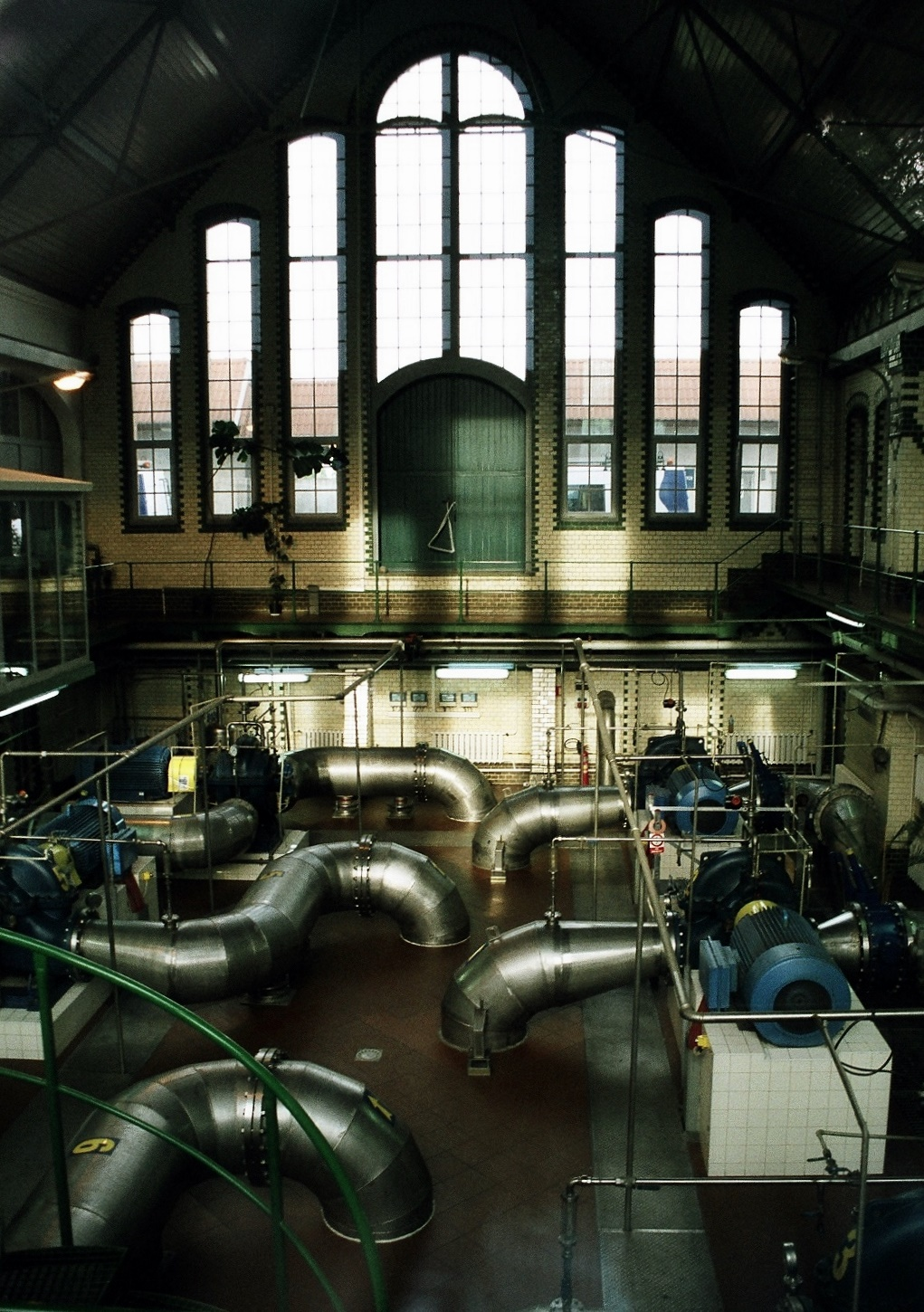
Wnętrze głównej hali (2010)

Budynek powstał w latach 1908–1909 celem umożliwienia przetłaczania ścieków z miasta do oczyszczalni, zbudowanej na nieco wyżej położonych terenach Szeląga. Kierownikiem projektu był miejski radca budowlany i architekt Fritz Teubner.
Kompleks tworzą harmonijnie połączone w całość trzy hale i budynek administracyjno-socjalny obok nich. Hale posiadają okazałe neogotyckie szczyty z ceglanym ornamentem, a całość wykończona jest glazurowanymi, zielonymi elementami ceramicznymi. Każda z trzech hal kryta jest osobnym dachem. Obiekty gruntownie odnowiono w latach 2000/2001.
W pobliżu znajdują się inne historyczne obiekty Garbar i Grochowych Łąk: rzeźnia miejska, Kantor Krzyżanowskiego, dwór przy ul. Szyperskiej, dawna pracownia Wojciecha Kossaka (ul. Garbary 97/98) i inne. Wraz z portem rzecznym rejon ten stanowił jądro uprzemysłowionych Garbar. Funkcja ta obecnie już prawie zanikła, a w rejonie tym rozwija się budownictwo mieszkaniowe (np. Osiedle Nad Wartą).